# Carpendale (Virginia Occidentale)
Carpendale è un comune degli Stati Uniti d'America, situato nello Stato della Virginia Occidentale, nella contea di Mineral.